# タイムレーダー
タイムレーダーは、アニメ『宇宙戦艦ヤマト2』に登場する架空の装置。

## 概要
西暦2201年に実施された、一度目の改装の際にヤマトに新たに装備された特殊装置。過去24時間以内に探査対象空間内に存在した物体を映像化することが可能である。反応した物体は、第1艦橋内の天井部分の円形モニターに映し出される。
空間のひずみの状態から過去の状況を逆算していると思われ、その意味では本来のレーダーとは異なる機能を持つ装置であり、むしろ特殊な監視カメラと言える。
劇中では、潜宙艦や、ガミラス艦隊の探知、さらに第11番惑星付近において、バルゼー提督の地球侵攻艦隊の探知など、要所要所で役に立っている。特に地球侵攻艦隊の探知は、敵の全貌を知る上で重要な情報となった。
以上のように地味ながら重要な働きを示したタイムレーダーだが、その後の続編では使用されないばかりか、西暦2202年の大改装において、ヤマトから撤去されてしまっている。

## 補足
『宇宙海賊キャプテンハーロック』では、アルカディア号に搭載されている。